# Gasco-Talsperre
Koordinaten: 40° 33′ 2″ N, 3° 56′ 43″ W

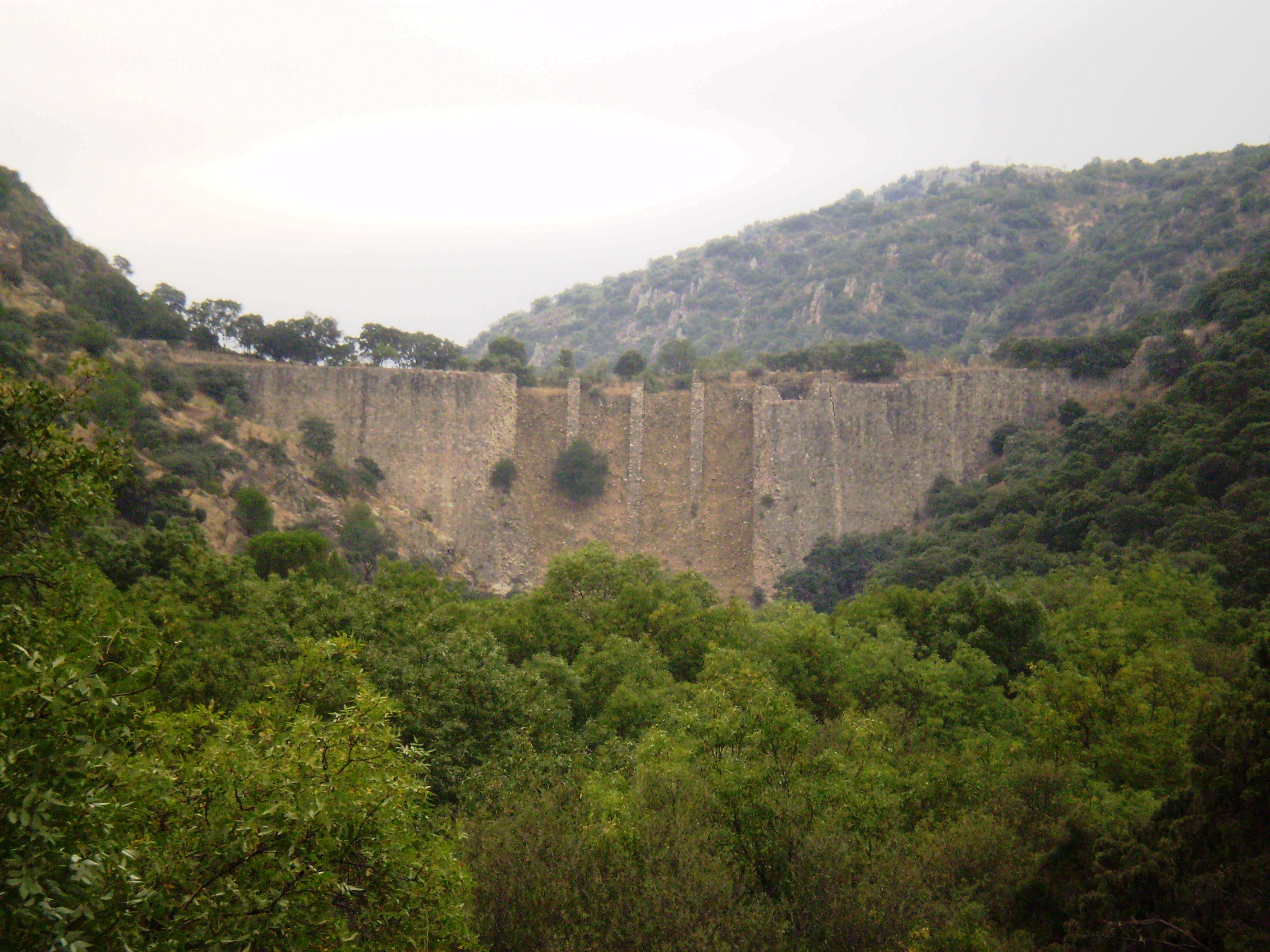
Staumauer, Südseite

Die in Bau befindliche Gasco-Talsperre (Presa de El Gasco) am Fluss Guadarrama bei Galapagar nahe Madrid in Spanien brach am 14. Mai 1799.
Die aus Steinen gemauerte Gewichtsstaumauer sollte zur Wasserversorgung eines 770 km langen Kanals, dem Canal de Murcia, gebaut werden, der bis zum Atlantischen Ozean reichen sollte. Der Beschluss zum Bau wurde am 11. Februar 1785 gefasst und der Bau 1788 von der „Real Compañía del Canal de Murcia“ begonnen. Der Ingenieur und Projektleiter war Carlos (Charles) Lemaur.
Neben der Gasco-Talsperre waren auch die Talsperren Valdeinfierno mit einem Inhalt von 29 Millionen m³ und Puentes (13 Millionen m³) geplant. Die Puentes-Talsperre brach drei Jahre später am 30. April 1802 ebenfalls.
Zum Zeitpunkt der Katastrophe der Gasco-Talsperre war die Mauer 53 m hoch; sie sollte insgesamt eine Höhe von 93 m erreichen. Der Stauinhalt wäre 22,5 Mio. m³ gewesen. Der Bau wurde danach aufgegeben und die Ruinen sind heute noch vorhanden.